# New Miami
New Miami – wieś w Stanach Zjednoczonych, w stanie Ohio, w hrabstwie Butler.